# Jana Wittenzellner
Jana Wittenzellner (* 1980 in Nürnberg) ist eine deutsche Kulturwissenschaftlerin.

## Werdegang
Jana Wittenzellner studierte von 2000 bis 2008 Kulturwissenschaft und Romanistik an den Universitäten Bremen, Valencia und der Humboldt-Universität zu Berlin. Zwischen September 2008 und August 2010 war sie Wissenschaftliche Mitarbeiterin am Lehrstuhl für romanische Literatur- und Kulturwissenschaft der Universität des Saarlandes in Saarbrücken. Anschließend begann sie dort ein Promotionsstudium, das sie im Februar 2016 abschloss. Ihre Dissertation verfasste sie zum Thema Zwischen Aufklärung und Propaganda. Strategische Wissenspopularisierung im Werk der spanischen Sexualreformerin Hildegart Rodríguez (1914–1933). Von Herbst 2016 bis Sommer 2017 war Wittenzellner Mitarbeiterin der Initiativgemeinschaft Außeruniversitärer Forschungseinrichtungen in Adlershof (IGAFA) im Bereich Öffentlichkeitsarbeit und Veranstaltungsmanagement.
Seit Juli 2017 arbeitet Wittenzellner am Museum Europäischer Kulturen der Staatlichen Museen zu Berlin. Sie begann als Wissenschaftliche Museumsassistentin in Fortbildung und wurde zum Februar 2019 Kuratorin für Netzwerk und Community. Seit Beginn des Jahres 2022 ist sie stellvertretende Direktorin des Museums. Wittenzellners Forschungsschwerpunkt ist die Geschlechter- und Sexualitätengeschichte. In der Deutschen Gesellschaft für Empirische Kulturwissenschaft fungiert sie seit 2021 als stellvertretende Vorsitzende.

## Publikationen (Auswahl)
- mit Pablo Valdivia Orozco: José Guadalupe Posada. Ein Illustrator des mexikanischen Lebens. Ibero-Amerikanisches Institut, Berlin 2004.
- Zwischen Aufklärung und Propaganda. Strategische Wissenspopularisierung im Werk der spanischen Sexualreformerin Hildegart Rodríguez (1914–1933). transcript, Bielefeld 2017, ISBN 978-3-8376-3855-4 (Druckfassung), ISBN 978-3-8394-3855-8 (E-Book).
- Herausgeberin mit Jane Redlin und Judith Schühle: Hochzeitsträume = Wedding dreams (= Schriftenreihe des Museums Europäischer Kulturen. Band 22). E.A. Seemann, Leipzig 2018, ISBN 978-3-86502-411-4.
- Herausgeberin: Haarbilder. Erinnerungen unter Glas. Die Sammlung des MEK (= Schriftenreihe des Museums Europäischer Kulturen. Band 23). Verlag der Kunst, Husum 2020, ISBN 978-3-86530-255-7.
- Herausgeberin mit Susanne Boersma: Das bessere Leben. Fotografien von Göran Gnaudschun = The better life. Photographs by Göran Gnaudschun (= Schriftenreihe des Museums Europäischer Kulturen. Band 25). Michael Imhof Verlag, Petersberg 2021, ISBN 978-3-7319-1155-5.
- Herausgeberin mit Franka Schneider: Läuft. Die Ausstellung zur Menstruation. Museum Europäischer Kulturen, Berlin 2023.